# Świątynia Konfucjusza w Zhanghua

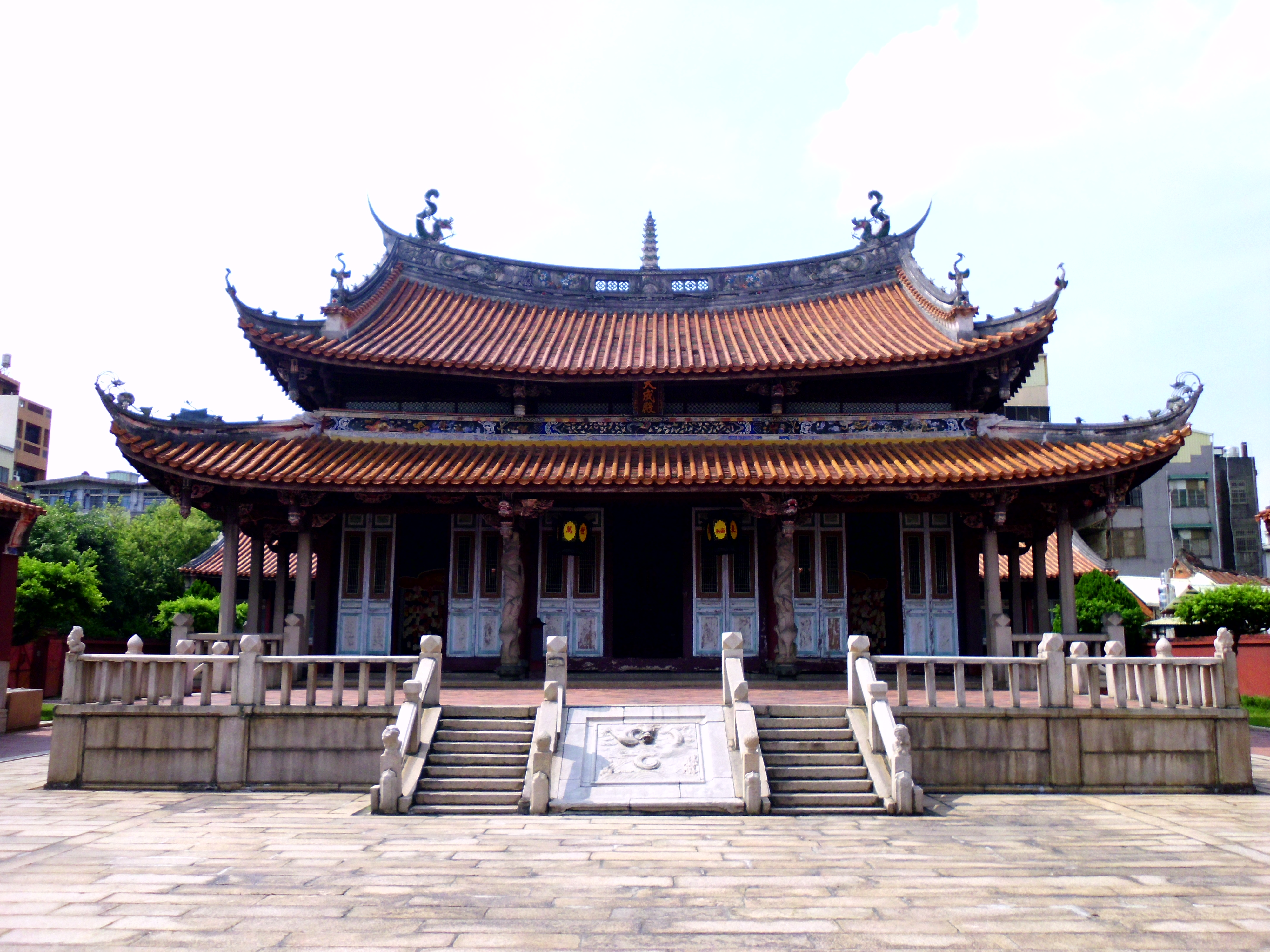
Świątynia Konfucjusza w Zhanghua

Świątynia Konfucjusza w Zhanghua (chiń. 彰化孔子廟; pinyin Zhānghuà Kǒngzǐ Miào; pe̍h-ōe-jī Chiong-hòa-Khóng-chú-biō) – poświęcona Konfucjuszowi świątynia, znajdująca się w mieście Zhanghua na Tajwanie. Obok świątyń w Tajpej i Tainanie należy do najważniejszych świątyń konfucjańskich na Tajwanie. 
Wzniesiona w 1726 roku, została rozbudowana w 1830 roku. W okresie panowania japońskiego (1895-1945) część zabudowań świątynnych rozebrano. Zostały one zrekonstruowane podczas przeprowadzonej w 1978 roku renowacji. Na świątynię składa się pawilon główny, dwa skrzydła boczne oraz brama wejściowa. Dwie główne kolumny świątynnego pawilonu zostały wykute z białego kamienia, przywiezionego z Quanzhou w prowincji Fujian. W skrzydłach bocznych mieszczą się sale szkolne. Co roku 28 września w świątyni obchodzone są uroczyście urodziny Konfucjusza.